# Emmino jezero
Emmino jezero se skládá ze tří menších, vzájemně propojených jezer. Rozkládá se akorát na jih od vstupu do národního parku Prince Albert National Park. Leží ve venkovské municipalitě Lakeland No. 521.
Emma Lake je také rekreační tábořiště u tohoto jezera. Celá rekreační oblast má v létě populaci čítající až něco kolem 900 osob a 200 osob v zimním období. Emma Lake je 45 kilometrů na sever od města Prince Albert a 5 kilometrů od osady Christopher Lake na stejnojmenném jezeře. V rekreační oblasti se již od přelomu 50. a 60. let 20. století koná tradičně umělecká škola Emma Lake Artist's Workshops.